# دویت (آرکانزاس)
دویت (آرکانزاس) (به انگلیسی: De Witt, Arkansas) یک شهر در ایالات متحده آمریکا با جمعیت ۳٬۲۹۲ نفر است که در آرکانزاس واقع شده‌است.

## موقعیت جغرافیایی
موقعیت جغرافیایی شهرها و مناطق اطراف به شرح زیر است: